# Putovnica Kanade
Putovnica Kanade putna je isprava koja se državljanima Kanade izdaje za putovanje i boravak u inozemstvu, kao i za povratak u zemlju.
Za vrijeme boravka u inozemstvu, putna isprava služi za dokazivanje identiteta i kao dokaz o državljanstvu.
Putovnica Kanade izdaje se za neograničen broj putovanja.

## Jezici
Putovnica je ispisana engleskim i francuskim jezikom.

## Stranica s identifikacijskim podacima
- slika vlasnika putovnice
- tip ("P" za putovnicu)
- kod države ("CAN")
- serijski broj putovnice
- prezime i ime vlasnika putovnice
- državljanstvo
- nadnevak rođenja (DD. MM. GG)
- spol (M za muškarce ili F za žene)
- mjesto rođenja
- nadnevak izdavanja (DD. MM. GG)
- izdana od
- nadnevak isteka (DD. MM. GG)
- potpis vlasnika putovnice